# Liste der Bischöfe von Digne
Die folgenden Personen waren Bischöfe von Digne (Frankreich):
- 365: Heiliger Domnin
- 380: Heiliger Vincent
- um 439–um 455: Nectaire
- Memorialis
- 506: Pentadius
- 524–527: Portien
- um 535–um 555: Hilaire
- 573–585: Heraclius
- 614: Maxime
- 650: Agape oder Bobon
- 790: Raimbaud
- 899: Bléderic
- 1025: Emin
- um 1028–1038: Bernhard I.
- 1038–um 1068: Hugo I.
- 1070: Laugier
- 1146: Gui
- um 1150: Peter I. Hesmido
- Hugo II. de Vars
- Hugo III.
- Pierre II. de Droilla
- 1179: Guillaume I. de Bénévent
- 1184–1185: Guigue de Revel
- Bertrand I. de Turriers
- 1206: Ismidon
- 1209: Walon de Dampierre
- 1211–5. Oktober 1232: Lantelme
- 1233–1242: Hugues IV. de Laon
- 1247–1248: Amblard
- 1248–25. Mai 1278: Bonifatius
- 1289–um 1295: Guillaume II. des Porcelets
- 1297: Amblard
- um 1302–um 1318: Renaud des Porcelets
- 1318: Armand
- 1324: Guillaume III. de Sabran
- 1326: Guillaume IV. Ebrard
- 1334–7. Oktober 1341: Elzéar de Villeneuve
- 1341–1362: Jean I. Peissoni
- 1362–um 1385: Bertrand II. de Seguret
- 1390–5. März 1408: Nicolas de Corbaire
- 1409–1432: Bertrand III. Raoul
- um 1432–1439: Pierre III. de Verceil
- 1439–1445: Guillaume V. d’Estouteville
- 1445–22. Juli 1466: Pierre IV. Turelure
- 24. Juli 1466–August 1479: Conrad de La Croix
- um 1479–um 1513: Antoine I. de Guiramand
- 1513–1. Juni 1536: François I. de Guiramand
- 1536–1545: Chérubin d’Orsière
- 1546–um 1552: Antoine II. Olivier
- 1552–1568: Antoine III. Hérouet
- 1569–1587: Henri I. Le Meignen
- 1587–1602: Claude Coquelet
- 1602–24. September 1615: Antoine IV. de Boulogne
- 1616–1628: Louis I. de Bologne
- 1628–1664: Raphaël de Bologne
- 1664–1668: Toussaint de Forbin de Janson (dann Bischof von Marseille, später Bischof von Beauvais und Kardinal)
- 1668–1669: Jean-Armand de Rotondis de Biscarras
- 1669–1675: Jean de Vintimille du Luc
- 1675–1677: Henri II. Félix de Tassy
- 1677–1708: François II. Le Tellier
- 1708–1728: Henri III. de Pujet
- 1730–1741: Antoine V. Amable de Feydeau
- 1742: Paul de Ribeyre (dann Bischof von Saint-Flour)
- 1742–1746: Jean-Louis du Lau
- 1747–1758: Louis II. Sextius de Jarente de La Bruyère (dann Bischof von Orléans)
- 1758–1784: Pierre-Paul I. du Caylar
- 1784–1790: François III. du Mouchet de Villedieu
- 1791–1793: Jean-Baptiste de Villeneuve (Konstitutioneller Bischof)
- 1802–1805: Irénée-Yves Dessoles (dann Bischof und später Erzbischof von Chambéry)
- 1805–1838: Charles-François-Melchior-Bienvenu de Miollis (Myriel)
- 1839–1848: Auguste Sibour (dann Erzbischof von Paris)
- 1848–1880: Marie-Julien Meirieu
- 1880–1885: Louis-Joseph-Marie-Ange Vigne (dann Erzbischof von Avignon)
- 1885–1887: François-Alfred Fleury-Hottot (dann Bischof von Bayonne)
- 1887–1889: Henri-Abel Mortier
- 1889–1897: Pierre-Paul Servonnet (dann Erzbischof von Bourges)
- 1897–1905: Jean Hazera
- 1906–1915: Dominique Castellan (dann Erzbischof von Chambéry)
- 1915–1917: Léon-Adolphe Lenfant
- 1917–1923: Jean-Joseph-Benoît-Marie Martel
- 1923–1958: Cosme-Benjamin Jorcin
- 1958–1980: René-Fernand-Bernardin Collin OFM
- 1980–1987: Edmond Abelé
- 1988–1996: Georges Paul Pontier (dann Bischof von La Rochelle, später Erzbischof von Marseille)
- 1997–2014: François-Xavier Loizeau
- 2014–2022: Jean-Philippe Nault (dann Bischof von Nizza)
- seit 2022: Emmanuel Gobilliard